# Institut für ökologische Wirtschaftsforschung
Das Institut für ökologische Wirtschaftsforschung gGmbH (IÖW) ist ein unabhängiges Umweltforschungsinstitut mit Sitz in Berlin. Gesellschafter sind rund 40 private Förderer sowie ein Trägerverein.
Das IÖW wurde im Mai 1985 gegründet und erwirtschaftet mit mehr als 70 Wissenschaftlichen Mitarbeitern einen Umsatz von über zwei Millionen Euro pro Jahr. Seit 2005 vergleichen und bewerten IÖW und future e. V. in einem Ranking die Nachhaltigkeitsberichte von deutschen Unternehmen.
Die Geschäftsführung teilen sich Thomas Korbun (wissenschaftlicher Geschäftsführer) und Stefanie Freier (kaufmännische Geschäftsführerin).
Dem wissenschaftlichen Beirat gehören u. a. an: Eberhard Seidel und Udo Simonis.
Themengebiete des Instituts sind:
- Unternehmen und Wertschöpfung
- Alternative Ökonomien
- Politik und Governance
- Energiewende
- Klimaschutz und Anpassung
- Lebensweisen und Konsum
- Natur und Ökosysteme
- Städte und Regionen
- Digitaler Wandel
- Innovation und Technologien

Das IÖW erhält Aufträge von Unternehmen, Verbänden und privaten Stiftungen sowie von staatlichen Institutionen. Es bearbeitet u. a. Forschungsprojekte der Europäischen Union und des United Nations Environment Programme (UNEP).
Im oekom verlag veröffentlicht das IÖW gemeinsam mit der Vereinigung für ökologische Wirtschaftsforschung viermal jährlich die Fachzeitschrift Ökologisches Wirtschaften.
Anlässlich des Erscheinens des Buches Postwachstumsgesellschaft von Angelika Zahrnt und Irmi Seidl hat das IÖW den Blog Postwachstum initiiert, den es gemeinsam mit der Vereinigung für ökologische Wirtschaftsforschung (VÖW) und dem Wuppertal Institut für Klima, Umwelt, Energie betreibt. Die Blog-Autoren diskutieren über Zwänge, die uns am Wachstumspfad festhalten lassen, und über alternative Entwicklungsmöglichkeiten für eine Gesellschaft, die nicht auf Wachstum angewiesen ist. Zudem informiert der Blog über die Arbeit der Enquete-Kommission Wachstum, Wohlstand, Lebensqualität – Wege zu nachhaltigem Wirtschaften und gesellschaftlichem Fortschritt in der Sozialen Marktwirtschaft und über Termine und aktuelle Texte zum Thema Postwachstum.